# Огнянов, Мариан
Мариан Георгиев Огнянов (болг. Мариян Георгиев Огнянов; 30 июля 1988, Лом, Болгария) — болгарский футболист, полузащитник клуба «Ганза» (Фризойте). Выступал за национальную сборную Болгарии.

## Клубная карьера
Мариан выступал за «Левски» с 2004 года. 27 сентября 2006 года он забил свой первый гол за софийский клуб в матче против «Челси» в Лиге чемпионов. До зимы сезона 2007/08 Мариан в основном выходил на замену. Вторую половину сезона он регулярно выходил в основном составе.
27 января 2009 года Мариан был взят в аренду клубом «Беласица» до конца сезона. 10 мая 2009 года он забил свой первый гол за эту команду в матче против софийского «Локомотива». Всего за этот клуб он забил три гола в тринадцати встречах.
21 июля 2009 года Мариан отметил дублем своё возвращение в «Левски». В сезоне 2010/11 он играл регулярно, но через год снова стал запасным. Зимой 2012 года Мариан Огнянов перебрался в «Ботев». Свой первый сезон в новой команде он провёл очень удачно и заслужил приглашение в сборную.

## Карьера в сборной
Мариан с 2008 по 2009 год провёл пять матчей за молодёжную сборную Болгарии. 14 августа 2013 года он дебютировал за национальной сборной Болгарии в матче против сборной Македонии.

## Достижения
- Чемпион Болгарии (2): 2005/06, 2006/07
- Победитель Кубка Болгарии (2): 2004/05, 2006/07
- Победитель Суперкубка Болгарии (3): 2005, 2007, 2009